# КДУ-41
КДУ-41 — советская переносная короткоструйная дождевальная установка. Состояла из вспомогательного трубопровода и дождевальных крыльев. Создана в 1941 году во ВНИИГиМ.
КДУ-41 применялась для полива небольших по площади участков. Она была проста в обращении, удобна на участках со сложным рельефом, с препятствиями в виде опор электропередач и т. п. Но при этом требовала значительных затрат ручного труда при монтаже, переноске и демонтаже.
Насосно-силовую станцию располагали непосредственно у водоисточника. В зависимости от размеров орошаемого участка и расстояния до водоисточника установку могли использовать различно. На сравнительно больших и/или удалённых от воды территориях была необходима водопроводящая напорная сеть. Она создавалась из асбестоцементных или деревянных (гораздо реже) труб. Напорная сеть состояла из магистрального трубопровода и распределительных трубопроводов. Они укладывались подземно на глубину 0,7 м. Через каждые 120 м в распределительные трубопроводы были смонтированы гидранты с двумя отводами. К гидрантам подсоединялась сама дождевальная установка. В том случае, если орошаемый участок располагался очень узкой полосой вдоль источника воды (канала), постоянную подземную напорную сеть не применяли, а установка подключалась к нагнетательному трубопроводу насосно-силовой станции. При этом станцию размещали на тележке и перемещали с позиции на позицию.
Дождевальная установка КДУ-41 состояла из вспомогательного трубопровода длиной 55 м и подсоединённых к нему двух дождевальных крыльев длиной по 120 м. Каждое крыло состояло из 24 металлических пятиметровых труб с внутренним диаметром 100 мм, соединённых муфтами. Часть муфт имели ножки, благодаря которым крылья были приподняты на высоте 500 мм от земли. На этих же муфтах имелись дождевальные дефлекторные насадки кругового действия, по 12 штук на каждое крыло. Вода разбрызгивалась по кругу радиусом около 6 м. Одним крылом орошалась полоса площадью 1200 м2. Вспомогательный трубопровод имел тот же диаметр, состоял из 11 пятиметровых труб, и подсоединялся к гидранту распределительного трубопровода или к нагнетательному трубопроводу насосно-силовой станции.
При работе на больших участках дождевальные крылья могли работать с одной стороны или по обе стороны вспомогательного трубопровода, который устанавливался параллельно подземному распределительному. В процессе работы вспомогательный трубопровод постепенно укорачивали путём отсоединения лишних труб, затем снова наращивали, но по другую сторону от гидранта. В том же направлении переносили крылья. При работе на узких полосах без напорной сети вспомогательный трубопровод располагали непосредственно вдоль берега, сначала с одной стороны от станции, затем переносили на противоположную сторону. Крылья включали в полив поочерёдно. В то время, когда проводили полив с одного крыла, второе готовили к работе. После включения второго крыла, первое разбирали и переносили на следующую позицию.
После модернизации появилась установка КДУ-55.

## Технические характеристики
- Расход воды одним крылом — 18 л/сек
- Средняя по крылу интенсивность дождя — 0,9 мм/мин
- Диаметр капель — не более 2 мм
- Потребный напор

в насосе — 0,39—0,49 МПа
в гидранте — 0,2 Мпа
в насадке — 0,1 МПа
- Мощность двигателя — 16—20 л. с.
- Коэффициент использования рабочего времени установки — 0,6—0,7
- Производительность установки при проведении 6 поливов по 30 мм осадков

в сутки — 2,5—3 га
в сезон — 25—30 га
- Обслуживающий персонал — 3 чел
- Производительность одного поливальщика за 10-часовой рабочий день, при норме полива от 30 до 40 мм — 0,5—0,75 га